# 諏訪神社 (鎌倉市植木)
諏訪神社（すわじんじゃ）は、神奈川県鎌倉市植木にある神社。
現在は同市内の稲荷神社の兼務社となっている。

## 歴史
創建年代は不明である。ただ、元々は玉縄城の「諏訪壇」というところに位置しており、その玉縄城が築城されたのが1512年（永正9年）といわれていることから、その頃に創建されたものと推測される。
玉縄城廃城後に現在地に移転した。現在地には、元々鎌倉景正を祀る「御霊神社」があったといわれている。玉泉寺が別当寺であった。

## 交通アクセス
- JR大船駅より徒歩20分。